# 109 de la Verge
109 de la Verge (109 Virginis) és un estel a la constel·lació de la Verge situat prop del límit amb Serpentari. Encara mancant de denominació de Bayer és el setè estel més brillant de la seva constel·lació, amb magnitud aparent +3,71. S'hi troba a 129 anys llum del sistema solar.
109 de la Verge és un estel blanc de la seqüència principal de tipus espectral A0V amb una temperatura superficial de 9683 K. Les seves característiques són molt semblants a les de Vega (α Lyrae), i la seva lluminositat és 52 vegades major que la del Sol i el seu radi 2,7 vegades major que el radi solar. La diferent distància que ens separa d'una i una altra —109 Virginis està cinc vegades més allunyada que Vega— fa que aquesta última siga molt més brillant. La seva elevada velocitat de rotació d'almenys 290 km/s és molt major que la del Sol, de tan sols 2 km/s. D'altra banda, mostra un contingut metàl·lic —entenent per metalls aquells elements més pesants que l'heli— molt inferior a la del Sol, amb un índex de metal·licitat [Fe/H] = -0,80. Té una massa 2,58 vegades major que la del Sol. Amb una edat aproximada de 295 milions d'anys, ha recorregut ja el 68% del seu trajecte dins de la seqüència principal.
Encara que catalogada com un possible estel variable (NSV 6794) amb una oscil·lació en la seva lluentor de magnitud +3,70 a +3,75, recents estudis indiquen que no s'aprecia variació significativa des de 1979.